# Aksinja Sergeeva
Aksinja Sergeeva, född 1726, död 1756 i Sankt Petersburg, var en rysk ballerina. Hon tillhörde den första gruppen infödda dansare i den ryska balettens historia. 
Hon blev 1738 en av den första gruppen ryska elever som lärdes upp till balettdansare av Jean-Baptiste Landé. Hon debuterade på scen 1739 och enrollerades i den nyligen grundade kejserliga baletten 1741. Året därpå framträdde hon i Moskva i den balett som arrangerades för att fira kröningen av kejsarinnan Elisabet av Ryssland. Hon utförde en rad viktiga roller under 1740-talet. Hon pensionerades 1753. 